# Пинчевский, Леонид Абрамович
Леонид Абрамович Пинчевский (англ. Leonid Pinchevsky; 5 сентября 1942, Копейск — 28 ноября 2019, Нью-Йорк) — советский и американский художник-авангардист, представитель прагматического концептуализма.

## Биография
Леонид Пинчевский родился на Урале, где его семья находилась в эвакуации из Бельц в годы войны; вырос в Бельцах, куда родители возвратились в 1947 году и чьи дома впоследствии стали центральной темой его творчества. В 1954—1959 годах учился в Кишинёвском художественном училище; в 1962 году окончил Художественную академию в Кишинёве и возвратился в Бельцы, в 1968 году стал членом Союза художников СССР. В 1967 году стал лауреатом премии комсомола Молдавии имени Бориса Главана.
С 1982 года после нескольких лет в отказе — в США, поселился в Нью-Йорке. Вместе с Михаилом Эпштейном организовал в декабре 1999 года в Нью-Йорке интеллектуальный проект «Лаборатория современной мысли» (ЛСМ) Вёл рубрику «Моя галерея», посвящённую художникам российской эмиграции, в газете «Московские новости», печатался в нью-йоркской газете на идише «Форвертс». Занимался иллюстрацией книг современной американской детской литературы, росписью казино в Лас-Вегасе (Bellagio, The Venetian), дизайном интерьеров.

## Галерея
- Форопортрет работы Peggy Jarrell Kaplan
- Серия «Love Land»: 1 Архивная копия от 23 февраля 2006 на Wayback Machine, 2 Архивная копия от 23 февраля 2006 на Wayback Machine, 3 Архивная копия от 23 февраля 2006 на Wayback Machine, 4 Архивная копия от 23 февраля 2006 на Wayback Machine, 5 Архивная копия от 23 февраля 2006 на Wayback Machine, 6 Архивная копия от 23 февраля 2006 на Wayback Machine, 7 Архивная копия от 23 февраля 2006 на Wayback Machine, 8 Архивная копия от 23 февраля 2006 на Wayback Machine, 9 Архивная копия от 23 февраля 2006 на Wayback Machine, 10 Архивная копия от 23 февраля 2006 на Wayback Machine
- Галерея на ArtNet Архивная копия от 16 октября 2008 на Wayback Machine
- Картина «Бродячий дом» (1984) Архивная копия от 5 марта 2016 на Wayback Machine
- 3 картины Архивная копия от 14 ноября 2008 на Wayback Machine

## Каталоги
- Конец. Галерея Подвал. Нью-Йорк, 1984.
- Leonid Pinchevsky. Maya Polsky Gallery. Чикаго, 1991.